# Марков, Александр Владимирович (астроном)
Алекса́ндр Влади́мирович Ма́рков (1897, слобода Чернянка, ныне Белгородская область — 19 ноября 1968) — советский астроном, доктор физико-математических наук, профессор.
В 1923 году окончил Петроградский университет. Окончил аспирантуру при Пулковской обсерватории в 1926 году. Затем работал в Ленинградском отделении Центрального научно-исследовательского института геодезии, аэросъемки и картографии и в Государственном оптическом институте. С 1944 года — сотрудник Пулковской обсерватории.
В 1950-е годы читал лекции для физиков в Ленинградском педагогическом институте имени А. И. Герцена.
Основные научные работы относятся к астрономической фотометрии и связанному с ней приборостроению, к спектрофотометрии, поляриметрии и радиометрии. Разработал общую теорию микрофотометров. Сконструировал первый советский микрофотометр для измерения фотопластинок (1934). Занимался изучением Луны, впервые в СССР определил температуру её поверхности. Активно участвовал в обработке фотографий обратной стороны Луны. Выдвинул идею для измерения инфракрасного излучения Луны использовать телескопы с радиометрами, вынесенные в верхнюю часть тропосферы на воздушных шарах.
Именем А. В. и А. А. Марковых назван кратер на Луне.